# Bandera Negra Catalana
La Bandera Negra Catalana o Estelada Negra va ser creada per la Fundació Reeixida (abans denominada Comissió del Centenari de l'Estelada) amb motiu del tricentenari de la Campanya de Catalunya. La van dissenyar en Jordi Avià i en Joan Marc Passada. Va ser presentada el 29 de juny de 2014 al Museu d'Història de Catalunya.
Es basa en la bandera negra del bàndol austriacista català durant la guerra de Successió i el setge de Barcelona del 1714, com a senyal de no defallir i de lluita sense treva. Van afegir-hi l'estel de cinc puntes de l'estelada, i un sautor (creu) com el de bandera de Santa Eulàlia de Barcelona.
Tot i que acostuma a tenir el suport del col·lectiu independentista català, no representa el grup sinó la lluita sense treva. Per això, el color és el contrari de la bandera blanca, el tradicional senyal de rendició.